# Murphys Creek
Murphys Creek – miasto w Australii, w stanie Queensland.